# Essivus-modalis
Az essivus-modalis (olykor csak essivus, esetleg „szerepállapot-eset”) a magyar nyelvben használt egyik eset, amely a főnevekhez kapcsolódó essivusi jelentést, valamint a melléknevekhez járuló modalis jelentést egyesíti -ul/-ül végződésű alakjában. (Alakjánál fogva homonim a visszaható igéket alkotó -ul/-ül képzővel, pl. alakul, szépül.)
Előfordulhat előtte birtokjel (vmi címéül választ vmit), birtoktöbbesítő jel és birtokos személyjel (pl. ezek az épületek szolgáltak házainkul), mellékneveknél fokjel (pl. rosszabbul). A többesjelet is követheti: volt, akit bizonytalanná tett küszködése az autodidaktaság hátrányaival – amelyekről pedig már hányszor kiderült, hogy előnyökül is szolgálhatnak. Másfelől konkrét -ul/-ül alakjában igék vonzata is lehet (pl. túszul/foglyul/rabul ejt, barátjául/vezéréül fogad). Mindezek alapján a magyar nyelv esetei közé sorolható.
Melléknevekhez produktívan járul: elsősorban nyelvek nevéhez kapcsolódva jelöli, hogy valaki ismeri vagy használja az adott nyelvet: angolul, németül (beszél, ért, tanul, ír, olvas, számol stb.), másrészt (főleg negatív értelmű melléknevekkel) módot fejez ki, ahogyan egy cselekvés lezajlik, pl. rosszul, továbbá váratlanul, ügyetlenül (de fosztóképző után pozitív értelemben is: hibátlanul, néha máskor is pozitívan: különbül, szentül [hisz]). Melléknevekhez társuló funkcióján az -an/-en képzővel osztozik (pl. ügyesen, noha negatív jelentés e képzővel is lehetséges, pl. dühösen).
Főnevekhez csak korlátozottan kapcsolódhat: főleg állandósult szókapcsolatokban, rögzült kifejezésekben. Ilyenek: például, ráadásul, feleségül (vesz/kér), vendégül (lát). Jelentésben közel áll hozzá és esetenként felcserélhető vele a -ként ragos formativus eset és a -képp(en) képzős formalis képző (válaszul / válaszként / válaszképpen), olykor pedig más ragos alakokkal váltakozhat (ajándékul / ajándékba, emlékeztetőül / emlékeztetőnek).